# Agenturalny Wywiad Operacyjny
Agenturalny Wywiad Operacyjny (AWO) – ściśle tajna komórka wywiadowcza powstała w latach 60. XX wieku, część struktury Zarządu II Sztabu Generalnego Wojska Polskiego, czyli wywiadu wojskowego PRL. Powołanie AWO zarządził Sztab Generalny WP w 1966, w lipcu 1967 roku powstał Oddział Agenturalnego Wywiadu Operacyjnego (w oparciu o Oddział X).
Celem AWO było zdobywanie, dla potrzeb dowództw szczebla operacyjnego, przede wszystkim w okresie wojny, wiadomości i materiałów wywiadowczych, dotyczących sił zbrojnych i przygotowań wojennych potencjalnych przeciwników na obszarze przewidywanych działań bojowych wojsk własnych.
Decyzja o powołaniu Agenturalnego Wywiadu Operacyjnego została prawdopodobnie podjęta w Moskwie i zaakceptowana przez kierującego Sztabem Generalnym WP, późniejszego Ministra Obrony Narodowej generała armii Wojciecha Jaruzelskiego. AWO miał działać w czasie „W” bezpośrednio w strukturze wywiadowczej Zjednoczonych Sił Zbrojnych Układu Warszawskiego.
Głównymi zadaniami AWO miało być werbowanie i szkolenie szpiegów oraz rezydentów wywiadu. W czasie pokoju AWO zbierał informacje o siłach zbrojnych przeciwnika w potencjalnym konflikcie, o dowódcach wojskowych oraz związkach operacyjnych i taktycznych państw NATO, a także wojskowych ośrodkach naukowo-badawczych, zakładach przemysłowych itp. Prowadził także pracę werbunkową, dzięki której w krajach zachodnich miała zostać utworzona sieć agenturalna. Podczas wojny AWO miał zająć się agenturalną pracą na tyłach przeciwnika. Mieli też zostać przeszkoleni rezydenci, którzy na wypadek wojny mieli zostać przerzuceni na tyły wroga i tam nadzorować siatkę agentów wywiadu.
Pod koniec lat 70 XX w. i początku 80 XX wieku Oddział XIII Zarządu II SG WP (Agenturalny Wywiad Operacyjny) podlegał Zastępcy Szefa Zarządu II SG WP ds. Operacyjnych.
W latach 1983–1984 Zarząd II SG WP przeszedł wielką reorganizację. AWO został podporządkowany Agenturalnemu Wywiadowi Strategicznemu a ten podlegał pod tzw. Aparat Krajowy Zarządu II Sztabu Generalnego Wojska Polskiego.
Niewiele wiadomo o rzeczywistej działalności AWO, jej istnienie potwierdził gen. broni Czesław Kiszczak – szef wywiadu wojskowego w latach 70. XX wieku. Informacja o istnieniu tej komórki została ujawniona dopiero w trakcje procesu lustracyjnego Józefa Oleksego, któremu Rzecznik Interesu Publicznego zarzucił tajną współpracę z AWO (potwierdzoną przez Sąd Lustracyjny w pierwszej instancji).
AWO należy uznać za odmianę programów typu stay-behind, tworzonych przez służby specjalne państw NATO i Układu Warszawskiego na wypadek wybuchu wojny.
W okresie od 1981 r. do krańca PRL, a również później realizowali zadania głównie poza swoją szkoloną pierwotnie rolą. Byli zadaniowani do spraw gospodarczych. Zajmowali się pozyskiwaniem funduszów dla kierujących służbami specjalnymi i tworzeniem sprzyjających okoliczności politycznych w sprawach gospodarczych na ich rzecz na okres transformacji ustrojowej PRL/RP i okresu gospodarki rynkowej.

## OZIAgenturalnego Wywiadu Operacyjnego
- Manfred Gorywoda ps. Werk[3]
- Józef Oleksy ps. Piotr, Olaf[4]
- Ireneusz Sekuła ps. Artur[5]
- Andrzej Malinowski ps. Roman[6]